# Zaac
Isaac Daniel Júnior (Diadema, 23 de dezembro de 1992), mais conhecido pelo nome artístico Zaac,  é um cantor e compositor brasileiro. Foi integrante da dupla Zaac & Jerry, com Jerry Smith, que tornou-se conhecida nacionalmente pelo single "Bumbum Granada".

## Biografia
Isaac nasceu no dia 23 de dezembro de 1992 em Diadema, e recebeu influência familiar para o ingresso na carreira artística, com influências de Claudinho & Buchecha e MC Marcinho. Enfrentou dificuldades quando jovem, pois veio da periferia e tinha que estudar, trabalhar e ajudar em casa. Na adolescência trabalhou como ajudante geral em diversos comércios. Começou a compor canções cedo e iniciou suas gravações de forma amadora no ano de 2010, quando ainda era conhecido como MC Isaac.

## Vida Pessoal
É casado desde 2017 com a modelo Caroline Barbosa , com quem tem uma filha, Isabelle, nascida em 11 de fevereiro de 2019. 

## Carreira
No ano de 2015, ao lado de Rodrigo Silva dos Santos, conhecido como Jerry Smith, deu início ao duo Zaac & Jerry. A música de estreia foi lançada com o título de "Nos Fluxos", mas o sucesso veio com o lançamento do single "Bumbum Granada", no começo de 2016, o qual alcançou a primeira posição nacional nas paradas musicais do Spotify e do iTunes no ano de 2016. A canção também alcançou registros em paradas musicais do Paraguai, de Portugal, da República Dominicana e da Bolívia. Conhecido pelo refrão "vai taca, taca", a canção foi reproduzida por diversos outros artistas, tendo trechos da mesma incluídos na canção "Malbec", da dupla sertaneja Henrique & Diego.
No entanto, no final do ano de 2016, o grupo se dissolveu, e tanto Zaac como Jerry Smith decidiram seguirar carreiras solo. Zaac então lançou duas músicas de sucesso com a produção e videoclipe de KondZilla, intituladas "Te Jurupinga" e "Vai Embrazando", "Vai Embrazando" tornou-se hit e foi a segunda canção mais executada nas paradas musicais do Spotify no Brasil, além de alcançar posições no Paraguai e em Portugal. Segundo o artista, uma das inspirações para a canção foi a música "Estúpido Cupido", de Celly Campello, lançada na década de 1950. "Vai Embrazando" alcançou proporção nacional similar e fez com que o artista recebesse convites para gravação de cantoras como Anitta, além de receber aclamações positivas de Wesley Safadão e Neymar. Em poucos meses, tornou-se uma das canções de funk paulista com mais visualizações no YouTube.
No final de 2017, lançou, juntamente com Anitta e o rapper americano Maejor, o single "Vai Malandra", que tornou-se a primeira música em língua portuguesa a entrar no Top 50 Mundial do Spotify, alcançando a 18º posição com mais de 2 milhões de plays em um único dia. Zaac contou que refrão da música já havia sido criado por ele há muito tempo. "Era uma música que eu estava guardando há muito tempo, mas estava faltando alguma coisa, faltando ela, a cara da música. Entrei em contato e [Anitta] topou. Esse momento, hoje, está sendo um sonho para mim pois ver meu trabalho expandir é maravilhoso, ainda mais com ela". Zaac escreveu um rascunho da música Vai Malandra na qual apresentou a cantora Anitta, a qual gostou e decidiu juntar-se à produção do som. Eles foram ao estúdio do DJ Yuri Martins, em São Paulo, no qual começaram imediatamente a trabalharem na demonstração da música, com Yuri fazendo a batida e Zaac escrevendo sua parte e mexendo na letra, terminando a primeira versão da composição.
No dia 16 de setembro de 2024, Zaac foi revelado como um dos participantes do reality show A Fazenda em sua décima sexta edição, e no 27 de outubro de 2024, Zaac, juntamente de sua aliada no jogo, Fernanda Campos, bateu o sino e desistiu do programa.

## Discografia

### Singles

#### Como artista principal
| Canção                                                                         | Ano  | Melhores posições | Melhores posições | Certificações               | Álbum                         |
| Canção                                                                         | Ano  | BRA               | POR               | Certificações               | Álbum                         |
| ------------------------------------------------------------------------------ | ---- | ----------------- | ----------------- | --------------------------- | ----------------------------- |
| "Nos Fluxos" (com Jerry Smith)                                                 | 2015 | —                 | —                 |                             | Não adicionado à nenhum álbum |
| "Bumbum Granada" (com Jerry Smith)                                             | 2016 | —                 | —                 |                             | Não adicionado à nenhum álbum |
| "Desce Danadinha" (com Jerry Smith)                                            | 2016 | —                 | —                 |                             | Não adicionado à nenhum álbum |
| "Tribo das Danadas" (com Jerry Smith)                                          | 2017 | —                 | —                 |                             | Não adicionado à nenhum álbum |
| "Vai Embrazando" (part. MC Vigary)                                             | 2017 | —                 | —                 |                             | Não adicionado à nenhum álbum |
| "Sexta do Mal"                                                                 | 2018 | —                 | —                 | - BRA: 2x Platina           | Não adicionado à nenhum álbum |
| "Aceleradinha" (com Francinne)                                                 | 2019 | —                 | —                 |                             | Não adicionado à nenhum álbum |
| "Tá Que Tá" (com Simone & Simaria)                                             | 2019 | —                 | —                 |                             | Não adicionado à nenhum álbum |
| "After"                                                                        | 2020 | —                 | —                 |                             | Não adicionado à nenhum álbum |
| "Saudade"                                                                      | 2020 | —                 | —                 |                             | Não adicionado à nenhum álbum |
| "Desce pro Play (PA PA PA)" (com Anitta e Tyga)                                | 2020 | 25                | 7                 | - BRA: Diamante - POR: Ouro | Não adicionado à nenhum álbum |
| "—" denota títulos que não entraram nas paradas ou não foram lançados no país. |      |                   |                   |                             |                               |

#### Como artista convidado
| Canção                                                                         | Ano  | Melhores posições | Melhores posições | Melhores posições | Certificações                 | Álbum                               |
| Canção                                                                         | Ano  | BRA               | COL               | POR               | Certificações                 | Álbum                               |
| ------------------------------------------------------------------------------ | ---- | ----------------- | ----------------- | ----------------- | ----------------------------- | ----------------------------------- |
| "Vai Malandra" (com Anitta, e Maejor, part. Tropkillaz e DJ Yuri Martins)      | 2017 | 38                | —                 | 3                 | - POR: Platina                | Não adicionado à nenhum álbum       |
| "Bola Rebola" (com Anitta, Tropkillaz e J Balvin)                              | 2019 | 17                | 80                | 10                | - EUA: Platina - POR: Platina | Não adicionado à nenhum álbum       |
| "Are U Gonna Tell Her? (Heavy Baile Remix)" (Tove Lo part. Mc Zacc}            | 2019 | —                 | —                 | —                 | —                             | Sunshine Kitty (Paw Prints Edition) |
| ''CHEGUEI'' (com WC no Beat part. MC Rebecca, Karol Conká & Preto Show)        | 2020 | —                 | —                 | —                 | —                             | GRIFF                               |
| "Toma" (Luísa Sonza part. Mc Zaac)                                             | 2020 | —                 | —                 | 175               |                               | Não adicionado à nenhum álbum       |
| "—" denota títulos que não entraram nas paradas ou não foram lançados no país. |      |                   |                   |                   |                               |                                     |

### Outras aparições
| Canção                                         | Ano  | Outro(s) artista(s) | Álbum                         | Ref.   |
| ---------------------------------------------- | ---- | ------------------- | ----------------------------- | ------ |
| "Are U Gonna Tell Her?"                        | 2019 | Tove Lo             | Sunshine Kitty                | [ 24 ] |
| "Não Pode Parar" (Ivete Sangalo part. Mc Zaac) | 2020 |                     | Não adicionado à nenhum álbum |        |

## Videografia
| Título                      | Ano  | Outro(s) artista(s) creditado(s) | Diretor(es)                | Ref.   |
| --------------------------- | ---- | -------------------------------- | -------------------------- | ------ |
| "Sexta do Mal"              | 2018 | Nenhum                           | Rodolpho Cauhi Mess Santos | [ 25 ] |
| "Uma Pitada (Ela Balança)"  | 2019 | Nenhum                           | Thiago Calviño             | [ 26 ] |
| "Tô Fervendo"               | 2019 | Nenhum                           | Rodrigo Giannetto          | [ 27 ] |
| "Saudade"                   | 2020 | Nenhum                           | Isabelle Lopes             | [ 28 ] |
| "Desce pro Play (PA PA PA)" | 2020 | Anitta Tyga                      | Felipe Britto              | [ 29 ] |

| Título                  | Ano  | Artista principal | Diretor(es)               | Ref.          |
| ----------------------- | ---- | ----------------- | ------------------------- | ------------- |
| "Vai Malandra"          | 2017 | Anitta            | Terry Richardson          | [ 30 ]        |
| "Bola Rebola"           | 2019 | Tropkillaz        | Lula Carvalho             | [ 31 ]        |
| "Are U Gonna Tell Her?" | 2020 | Tove Lo           | Alaska                    | [ 32 ] [ 33 ] |
| "Toma"                  | 2020 | Luísa Sonza       | João Monteiro Luísa Sonza | [ 34 ]        |

## Prêmios e indicações
| Ano  | Prêmio                                | Categoria        | Nomeação                    | Resultado |
| ---- | ------------------------------------- | ---------------- | --------------------------- | --------- |
| 2018 | MTV Millennial Awards Brasil          | Clipe do Ano     | "Vai Malandra"              | Indicado  |
| 2018 | MTV Millennial Awards Brasil          | Hino do Ano      | "Vai Malandra"              | Venceu    |
| 2018 | Prêmio Multishow de Música Brasileira | Melhor Música    | "Vai Malandra"              | Venceu    |
| 2018 | Prêmio Multishow de Música Brasileira | Melhor Clipe TVZ | "Vai Malandra"              | Venceu    |
| 2019 | MTV Millennial Awards Brasil          | Hino do Ano      | "Bola Rebola"               | Venceu    |
| 2019 | Prêmio Multishow de Música Brasileira | Música Chiclete  | "Bola Rebola"               | Indicado  |
| 2020 | Prêmio Multishow de Música Brasileira | Música do Ano    | "Desce pro Play (PA PA PA)" | Pendente  |
| 2020 | Prêmio Multishow de Música Brasileira | Música Chiclete  | "Desce pro Play (PA PA PA)" | Pendente  |